# Прилужное (Ямпольский район)
Прилужное (укр. Прилужне) — село на Украине, находится в Ямпольском районе Винницкой области.
Код КОАТУУ — 0525680402. Население по переписи 2001 года составляет 34 человека. Почтовый индекс — 24530. Телефонный код — 4336.
Занимает площадь 2,59 км².

## Адрес местного совета
24530, Винницкая область, Ямпольский р-н, с. Безводное, ул. 50-летия Октября, 20